# 深浦町
深浦町（日语：／ Fukaura machi */?）是位於日本青森縣西部的町，隸屬於西津輕郡。西邊與北邊面向日本海，南邊與秋田縣八峰町接壤。深浦町面積在青森縣内排名第五，境內約90%的面積被山林覆蓋，當地人則多集中在北金澤站與其他車站周圍。町內的白神山地被選定為世界遺產，十二湖則位於津輕國定公園的範圍內，其周邊的森林被日本林業廳認定為森林療養基地之一。當地以漁業為主。

## 地理
白神山地的世界遺產登陸區域中，有24.3%的面積位於境内。深浦町在內的津輕地方在冬季時會受到強烈的西北季風吹拂，但由於對馬暖流流經轄區的西部海岸，加上風向偏東的風多被奧羽山脈阻擋，因此當地的積雪量較少，年均溫約為10至13℃，是青森縣內較溫暖的地區。

## 歷史
深浦町自古以來便相當盛行貿易，境內的繩紋時代遺址 - 一本松遺址中曾發掘出融合北海道南部與青森縣的本土文化，以及來自宮城縣的外來文化的的文物。深浦地區在史料中的最早記錄源自於齊明天皇4年 (658年) ，日本書記中記載阿倍比羅夫邀請在征討中歸順的蝦夷前來有馬之濱（吾妻之濱) 舉行盛大的宴會。江戶時代，當地隸屬於弘前藩，境內的深浦湊作為往返上方與北海道的北前船等候順風的港口而逐漸繁榮，並作為引進來自大阪與京都文化的窗口。
- 1889年（明治22年）4月1日 - 施行町村制，深浦村、廣戶村、追良瀨村、橫磯村、月屋村、艫作村合併為深浦村。
- 1926年（大正15年）4月1日 - 施行町制，深浦村改稱深浦町。
- 1955年（昭和30年）7月29日 - 深浦町、大戶瀨村合併為新的深浦町。
- 2005年（平成17年）3月31日 - 西津輕郡岩崎村併入深浦町。

## 行政
- 町長：吉田滿
- 町議會：12人

## 產業

### 漁業
- 艫作漁港
- 橫磯漁港
- 廣戶漁港
- 驫木漁港
- 風合瀨漁港
- 田野澤漁港
- 北金澤漁港
- 岩崎漁港
- 森山漁港
- 黑崎漁港
- 大間越漁港

## 交通

### 鐵道
- 東日本旅客鐵道（JR東日本）
  - 五能線：大間越車站 - 白神岳登山口車站 - 松神車站 - 十二湖車站 - 陸奧岩崎車站 - 陸奧澤邊車站 - WeSPa椿山車站 - 艫作車站 - 橫磯車站 - 深浦車站 - 廣戶車站 - 追良瀨車站 - 驫木車站 - 風合瀨車站 - 大戶瀨車站 - 千疊敷車站 - 北金澤車站 - 陸奧柳田車站

### 巴士
- 弘南巴士
  - 鰺澤 ←→ 深浦線
  - 十二湖線

### 道路

#### 國道
- 國道101號

#### 縣道
主要地方道
- 青森縣道28號岩崎西目屋弘前線

一般縣道
- 青森縣道191號線種里町柳田線
- 青森縣道192號線岩崎深浦線
- 青森縣道193號線艫作艫作停車場線
- 青森縣道194號線澤邊陸奧澤邊停車場線
- 青森縣道264號線松神停車場線
- 青森縣道280號線十二湖公園線

### 港灣
- 岩崎港
- 深浦港

## 觀光
- 白神山地（世界自然遺產）
- 黄金崎不老不死溫泉
- 陸奧溫泉
- WeSPa椿山
- 深浦町立歷史民俗資料館、美術館
- 圓覺寺-澗口觀音
- 深浦文學館
- 風待ち館(展示北前船的資料館)
- 十二湖
- 日本峽谷
- AWONE白神十二湖
- 千疊敷海岸海水浴場
- 風合瀨海岸海水浴場
- 岡崎海岸海水浴場
- 森山海岸海水浴場
- 大間越海岸海水浴場
- 北金澤的大銀杏(日本最大的銀杏)
- 關之古碑群（日本南北朝時代以板碑形式供養的供養碑，其古碑被認為與十三安藤氏有關聯[7]）

## 地域

### 教育

#### 高校
- 青森縣立深浦高校深浦校舍

#### 中學
- 深浦町立深浦中學
- 深浦町立大戶瀨中學
- 深浦町立岩崎中學

#### 小學
- 深浦町立深浦小學
- 深浦町立修道小學
- 深浦町立岩崎小學

## 本地出身名人
- 安美錦龍兒（相撲力士、現前頭）
- 安壯富士清也（相撲力士、原前頭）
- 海鵬涼至（相撲力士、原小結）
- 將司正（相撲力士、原前頭）
- 富澤千夏（漫畫家）